# Amblypsilopus humilis
Amblypsilopus humilis är en tvåvingeart som först beskrevs av Becker 1922.  Amblypsilopus humilis ingår i släktet Amblypsilopus och familjen styltflugor. Inga underarter finns listade i Catalogue of Life.